# Powstańcze Bataliony Obrony Narodowej powiatu rybnickiego
Powstańcze Bataliony Obrony Narodowej powiatu rybnickiego (samoobrona powstańcza powiatu rybnickiego) – pomocnicze jednostki wojska polskiego tworzone na Śląsku latem 1939. Oddziały te tworzone były głównie z ochotników, którzy wcześniej walczyli w powstaniach śląskich. Zadaniem samoobrony powstańczej było odpieranie ataków hitlerowskich band dywersyjnych na terenach przygranicznych. W wypadku wojny Powstańcze Bataliony Obrony Narodowej miały współdziałać z wojskiem przy zwalczaniu dywersji na tyłach, a w razie konieczności także miały brać udział w bezpośredniej akcji bojowej. Na terenie ówczesnego powiatu rybnickiego obejmującego również miasta Wodzisław Śląski i Żory utworzono 8 batalionów powstańczych.

## Geneza
Latem 1939 w rejonie Śląska rozpoczęły działalność bandy dywersyjne Freikorps Ebbinghaus. Grupy Freikorps prowadziły bandycką działalność w rejonach przygranicznych. Dobrze uzbrojone oddziały niemieckie ostrzeliwały i obrzucały granatami posterunki straży granicznej i urzędów celnych. Napadano i podpalano gospodarstwa patriotów polskich. Przeprowadzali też i inne działania dywersyjne, sabotażowe i szpiegowskie. Polska straż graniczna i policja państwowa nie radziła sobie z tymi atakami i potrzebowała wsparcia. W wyniku tej działalności dywersyjnej Ślązacy przystąpili do samorzutnego tworzenia ochotniczych oddziałów samoobrony. W drugiej połowie lipca naczelne władze wojskowe za pośrednictwem generała Jana Jagmina-Sadowskiego zwróciły się do kierownictwa Związku Powstańców Śląskich z propozycją włączenia tej organizacji drogą ochotniczego zaciągu w specjalne formacje Powstańczej Obrony Narodowej. Początkowo planowano w powiecie rybnickim utworzyć 6 batalionów powstańczych. Ostatecznie jednak utworzono ich aż 8.

## Organizacja i obsada personalna
W sierpniu 1939 stan osobowy samoobrony powstańczej powiatu rybnickiego wynosił 3100 ludzi w 8 batalionach. Do każdego batalionu należało 3-4 kompanie w sile 100-120 powstańców. Organizacja tych jednostek była dostosowana do lokalnych potrzeb. Niemal wszyscy ochotnicy w powiecie rybnickim walczyli we własnych mundurach powstańczych. Na początku uzbrojenie było niewystarczające. Dopiero 20 sierpnia 1939 dosłano większą ilość karabinów i granatów ręcznych. Wszyscy dowódcy batalionów i kompanii byli organizatorami Polskiej Organizacji Wojskowej Górnego Śląska w latach 1918–1921 i dowódcami jednostek w III powstaniu śląskim na różnych stanowiskach.
Na czele organizacji powstańczej w powiecie rybnickim stała komenda powiatowa w skład której wchodzili początkowo:
- Komendant powiatowy – kpt. Sobik Nikodem ((trafił do niewoli radzieckiej i został zamordowany w Charkowie)[2]
- I zastępca kom. pow. – por. Borgowiec Alojzy (trafił do niewoli radzieckiej i został zamordowany w Katyniu)
- II zastępca kom. pow. – Vorreiter-Cichecki Paweł
- Oficer broni – Liszka Karol
- Zast. Oficera broni – Kostka Józef
- Oficer gospodarczy – Szczypa Władysław
- Zast. Oficera gospodarczego – Liszkowa Elżbieta

Zmiany w komendzie powiatowej zaszły 28.08.1939, w wyniku tego, że kapitan Sobik i porucznik Borgowiec zostali powołani do służby w wojsku polskim. Dowództwo oddziałów powstańczych ziemi rybnickiej objął Paweł Cichecki.
I Batalion (odcinek granicy od Chwałęcic do Ochojca)
- Dowódca baonu – Budny Józef (zginął w obozie koncentracyjnym)
- Zast. Dow. baonu – Iksal Maksymilian
- Dow. 1 kompanii – Drewniok Alfons
- Dow. 2 kompanii – Ficek Paweł
- Dow. 3 kompanii – Ryszka Teodor
- Dow. 4 kompanii – Wieczorek Augustyn

II Batalion (odcinek granicy od Wilczy do Knurowa)
- Dowódca baonu – Biela Teofil (zginął 1.09.1939)
- Zast. Dow. Baonu – Budny Ignacy
- Dow. 1 kompanii – Michalski Feliks (zginął 1.09.1939)
- Dow. 2 kompanii – Michalski Ryszard (zginął 1.09.1939)
- Dow. 3 kompanii – Szreter Wiktor
- Dow. 4 kompanii – Płaczek Józef

III Batalion (odcinek granicy od Lubomi do Brzezia)
- Dowódca baonu – Michalski Józef
- Zast. Dow. Baonu – Plewnia Emil
- Dow. 1 kompanii – Fulek Augustyn
- Dow. 2 kompanii – Brachmański Wiktor
- Dow. 3 kompanii – Prokop Wilhelm

IV Batalion (odcinek granicy od Suminy do Zwonowic)
- Dowódca baonu – Mikołajec Józef
- Zast. Dow. Baonu – Kuczera Alojzy
- Dow. 1 kompanii – Ogaza Konrad
- Dow. 2 kompanii – Piątek Alojzy
- Dow. 3 kompanii – Macionczyk Emil

V Batalion (odcinek granicy od Olzy do Lubomi)
- Dowódca baonu – Balcar Józef
- Dow. 1 kompanii – Owczarczyk Antoni
- Dow. 2 kompanii – Hetmański Józef
- Dow. 3 kompanii – Wysłucha Franciszek

VI Batalion (odcinek granicy od Brzezia do Suminy)
- Dowódca baonu – Włoczek Paweł
- Zast. Dow. Baonu – Hercok Andrzej
- Dow. 1 kompanii – Hurnik Józef
- Dow. 2 kompanii – Mazur Karol
- Dow. 3 kompanii – Graniczny Maksymilian

VII Batalion (odcinek granicy od Knurowa do Przyszowic)
- Dowódca baonu – Lipina Ryszard
- Zast. Dow. Baonu – Kocur Piotr
- Dow. 1 kompanii – Powła Augustyn (zginął w 1939)
- Dow. 2 kompanii – Dusza Konrad (zginął w 1939)
- Dow. 3 kompanii – Cipa Jan
- Dow. 4 kompanii – Szydło Antoni

Batalion (bez numeru) (odcinek od Gorzyczek do Bukowa) składał się z powstańców uchodźców, którzy po 1921 musieli opuścić przypadłą Niemcom część powiatu raciborskiego i kozielskiego.
- Dowódca baonu – Franke Augustyn
- Dow. 1 kompanii – Błędowski Wiktor
- Dow. 2 kompanii – Weiner Józef
- Dow. 3 kompanii – Biczysko Piotr
- Dow. grupy młodzieży powstańczej – Rzazonka Józef

## Działania bojowe
Od połowy sierpnia 1939 wprowadzono na wszystkich odcinkach granicznych nieprzerwane pogotowie. Na początku dowożono ochotników na punkty przygraniczne samochodami. Z końcem sierpnia urządzono stałe zakwaterowanie z wyżywieniem w szkołach poszczególnych osad przygranicznych.
Przed wybuchem wojny oddziały samoobrony powstańczej brały udział w co najmniej kilkunastu potyczkach z Freikorps Ebbinghaus, odpierając ataki band dywersyjnych. Głównie sprowadzało się to do wymiany ognia z niemieckimi bandami, które przekraczały granicę i ostrzeliwały polskie urzędy celne i posterunki graniczne. Najsilniejsze bandy dywersyjne liczyły nawet 100 ludzi i uzbrojone były w lekkie karabiny maszynowe.
Powstańcy mieli surowy zakaz prowadzenia działań odwetowych i atakowania celów po stronie niemieckiej, aby nie dostarczać Niemcom prawdziwego materiału propagandowego. Niemcy zresztą i tak fałszywie  oskarżali Polaków o ataki czego przykładem jest np. prowokacja gliwicka.
Jedną z bardziej znanych akcji samoobrony powstańczej na terenie powiatu rybnickiego było zatrzymanie i rozbrojenie kapitana Wehrmachtu Kurta Pfeifera w pełnym rynsztunku bojowym. Doszło do tego 31 sierpnia 1939 po polskiej stronie, na drodze do Bojków. Był to prawdopodobnie pierwszy jeniec II wojny światowej.
W myśl rozkazu z 31 sierpnia w chwili wybuchu wojny polskie oddziały samoobrony powstańczej miały wycofać się poza linię obronną Mikołów-Pszczyna do punktu zbornego w Jankowicach koło Pszczyny. Miała tam nastąpić ogólna koncentracja i reorganizacja sił powstańczych. Nie wszystkim powstańcom udało się jednak wycofać i doszło do krwawych starć z wojskami niemieckimi. Straty oddziałów powstańczych ziemi rybnicko-wodzisławskiej w pierwszym dniu wojny były znaczne. Liczba zabitych, rannych i wziętych do niewoli wyniosła około 600 osób. Z tym że pojmanie do niewoli było niemal równoznaczne ze śmiercią. Schwytanych powstańców śląskich Niemcy rozstrzeliwali w masowych egzekucjach.
Po wycofaniu się znad granicy, pododdziały rybnickiej ON brały udział w walkach o Żory i Boju o Bożą Górę.
W rejonie koncentracji wojsk powstańczych doszło następnie do przegranej bitwy pszczyńskiej i polskie oddziały powstańczej samoobrony uległy rozproszeniu. 